# 載敦
載敦（1827年4月19日—1890年12月23日），愛新覺羅氏，清朝宗室，追封怡親王奕格第二子，母妻他塔拉氏，其父為哈齊祥阿，寧郡王系第五代、怡親王。
早年担任二等侍衛。咸丰七年，封三等鎮國將軍。咸丰八年，襲奉恩鎮國公、散秩大臣。同治三年九月，袭和碩怡親王。光绪二年，任鑲紅旗蒙古都統，署正藍旗漢軍都統、鑲紅旗漢軍都統。光绪四年，署鑲黃旗蒙古都統。光绪八年，署鑲藍旗蒙古都統、正黃旗滿洲都統。光绪十年，任閱兵大臣。光绪十三年，署鑲白旗滿洲都統、正黃旗領侍衛內大臣。光绪十五年，任鑲黃旗領侍衛內大臣。光绪十六年，任鑲白旗蒙古都統。

## 家族
- 奕格 (父)
- 溥靜、溥耀 (子)